# Ogmodera sudanica
Ogmodera sudanica là một loài bọ cánh cứng trong họ Cerambycidae.